# Hélène de Zuylen de Nyevelt de Haar
Pour les articles homonymes, voir Famille Rothschild.
Hélène Betty Louise Caroline de Zuylen de Nyevelt de Haar, née de Rothschild le 21 août 1863 dans le 8e arrondissement de Paris et morte le 17 octobre 1947 à Lisbonne, est une aristocrate et femme du monde française, connue comme pionnière des sports automobiles et comme femme de lettres.
C'est elle qui finalisera la mise en place de la Fondation Salomon de Rothschild, voulue par sa mère, en faveur des artistes vivants.

## Biographie
Fille de Salomon James de Rothschild (en) (1835-1864) et d'Adèle de Rothschild (1843-1922), mariée en 1887 à Étienne van Zuylen van Nyevelt (1860-1934) et mère de deux enfants, Hélène de Zuylen rencontre, à la fin de 1901 la poétesse Renée Vivien, qui sera son amante pendant quelques années. Plus stable que celle qu’elle entretenait auparavant avec Natalie Barney, cette relation apportera à Renée Vivien un équilibre émotif compensant son caractère autodestructeur, tandis que la culture et le génie littéraire de Renée Vivien permettent à la baronne d'assumer son goût pour l'écriture, qu'elle pratiquait modestement et en secret avant de rencontrer celle qui deviendra son mentor dans ce domaine.

## Collaboration littéraire avec Renée Vivien
Les deux femmes collaborent dans le domaine littéraire. Quatre ouvrages auraient été écrits en collaboration sous le pseudonyme collectif de Paule Riversdale. Si les postures énonciatives et les sujets traités diffèrent parfois de ceux abordés par Renée Vivien, la métrique, la prosodie et le sémantisme employés sont caractéristiques de son style.  
Des doutes importants persistent quant à la paternité des ouvrages signés sous le pseudonyme d'Hélène de Zuylen, qui n'ont sans doute pas été écrits par elle, mais plutôt en collaboration avec Renée Vivien, voire en majeure partie par celle-ci. Par exemple, pour Effeuillements ou La Mascarade interrompue, les spécialistes de Renée Vivien comme Jean-Paul Goujon émettent l'hypothèse qu'elle aurait fait cadeau de son talent littéraire à son amante en collaborant à ses textes, voire en les réécrivant pour corriger les faiblesses stylistiques. Quant au recueil Copeaux, comme pour le cas de Netsuké, il s'agit de contes japonais et seule Renée Vivien avait une passion érudite pour ce pays et sa culture historique, artistique, littéraire, culinaire, etc. Les procédés d'écriture de Renée Vivien sont aussi aisément reconnaissables. Hélène de Zuylen n'aurait donc pas ou peu participé à l'écriture de ces deux ouvrages. Les éditions ErosOnyx firent le choix d'indiquer « Renée Vivien sous le pseudonyme de Paule Riversdale » lors de la publication de Netsuké, en 2014, et la préfacière Mélanie Hawthorne de l'université du Texas ne mentionne pas la participation d'Hélène de Zuylen, bien qu'elle explique comment les deux amies auraient créé le personnage de Paule Riversdale, une Américaine qui aurait vécu au Japon comme le mentionne Salomon Reinach.
Pour les autres ouvrages signés officiellement par Hélène de Zuylen, ils furent aussi écrits « avec la complicité de Renée Vivien », expliquant aussi pourquoi Hélène de Zuylen acheva sa carrière littéraire si promptement après la mort de sa collaboratrice et ancienne amante. Bien que Renée Vivien soit décédée en 1909, elle laissa un certain nombre de textes non publiés. Hélène de Zuylen conserva les manuscrits et affaires de Renée Vivien après sa mort. L'hypothèse la plus plausible est que les œuvres publiées en 1910 et 1912 sous le nom d'Hélène de Zuylen seraient leurs derniers écrits communs non publiés avant la mort de Renée Vivien.

## Œuvres
- Effeuillements, poésies (1904)
- Copeaux, contes japonais (1904)

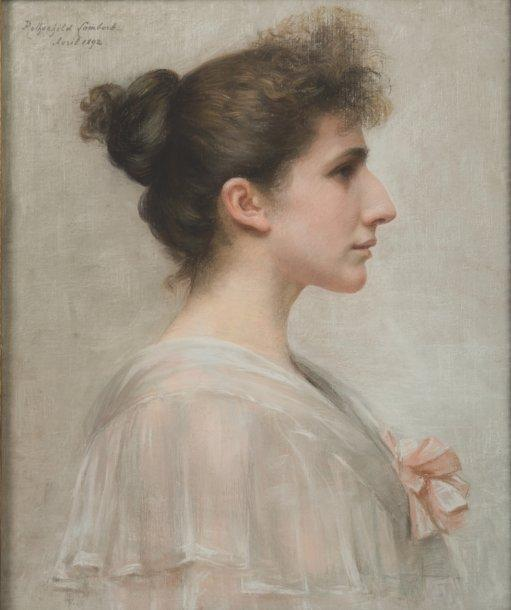
Portrait d'Hélène peint par sa cousine la baronne Lucie Lambert (1892).

- L'Impossible Sincérité, roman (1905)
- Le Chemin du souvenir, roman (1907)
- L'Inoubliée. Songe d'une nuit de départ. L'Image inviolée. Les Jardins publics. Les Deux Iris. Quelqu'un est entré. L'Aventureuse. L'Éternelle Sirène. Le Potager de M. Dubois. Confidences de fleurs. La Mort dans le miroir. Je donnerai mes yeux à la femme que j'aime, nouvelles en mémoire de Renée Vivien (1910)
- La Dernière Étreinte, roman (1912)
- L'Enjôleuse. Le Lys. La Marionnette. Fleur défendue, contes (1914)

Théâtre
- La Mascarade interrompue, drame en 1 acte, tiré du Masque de la mort rouge par Edgar Allan Poe, Paris, Théâtre du Grand-Guignol, 19 juin 1905
- Comédie dans un jardin, 1 acte, Paris, Théâtre de l'Automobile Club de France, 11 décembre 1905
- Béryl, pièce en 4 actes, tirée du roman L'Impossible Sincérité (1908)

Avec Renée Vivien
- Vers l'amour, poésies (1903)
- Échos et reflets, poésies (1903)
- L'Être double, roman (1904)
- Netsuké, roman (1904)